# Milenky starého kriminálníka
Milenky starého kriminálníka je němý film z roku 1927 v režii Svatopluka Innemana, v němž hlavní roli vytvořil Vlasta Burian.

## Děj
Výstřední Fifi Hrazánková (Anny Ondráková) se zamiluje do bohabojného strejdy Cyrila Pondělíčka (Vlasta Burian ) v domněnce, že se jedná o obávaného lupiče a kriminálníka Aloise Kanibala (také Vlasta Burian). Pondělíček je strýček továrníka Pardona (Jan Wenceslaus Speerger), ten je zamilovaný do nějakého děvčátka, ale má si brát právě Fifi z obchodních důvodů. Aby se tomu vyhnul poprosí Pondělíčka aby se za něho vydával. Pondělíček doufá, že vyklouzne z nebezpečí svatby tak, že se začne vydávat za kriminálníka Kanibala, jemuž je velice podoben. Najednou přijede mladý továrník Pardon se svou milou Olgou Lesczynskou (Věra Hlavatá) a s její matkou jasnovidkou Lesczynskou (Betty Kysilková) na svůj statek. V jasnovidce Pondělíček pozná svou bývalou milenku, před kterou devatenáct let utíkal. Utíká tedy znovu, do blízkého městečka, zde se potkává s pravým kriminálníkem Kanibalem. Poté je Pondělíček zavřen do vězení, v domnění, že je Kanibal, dokud se vše nevysvětlí…

## Poznámka
Vlasta Burian ve svém posledním němém filmu (zároveň je to jeho čtvrtý film), zde si i poprvé zahrál dvojroli (později i trojroli).

## Obsazení
| Jan W. Speerger    | továrník Pardon                                               |
| Vlasta Burian      | továrníkův strýc Cyril Pondělíček / kriminálník Alois Kanibal |
| Anny Ondráková     | Fifi Hrazánkova, dcera továrníka                              |
| Emilie Nitschová   | Fifina matka, manželka továrníka Hrazánka                     |
| Jiří Hron          | Fifin ctitel                                                  |
| Betty Kysilková    | jasnovidka Štefanie Lesczynská                                |
| Věra Hlavatá       | Olga, dcera Lesczynské                                        |
| Jindřich Plachta   | komorník Kristián                                             |
| Rudolf Sůva        | strážce zámeckého parku Alois Pivoňka                         |
| František Černý    | zahradník                                                     |
| Jarka Pižla        | zahradníkův pomocník                                          |
| Ladislav H. Struna | apač                                                          |
| Elsa Vetešníková   | apačka                                                        |
| František Juhan    | Fifin šofér                                                   |
| Ferry Seidl        | vrátný v hotelu                                               |
| Rudolf Stahl       | detektiv                                                      |
| František Jerhot   | velký strážník                                                |
| František Malý     | menší strážník                                                |
| Alois Dvorský      | číšník                                                        |
| Gustav Hrdlička    | kadeřník                                                      |
| Anči Pírková       | třetí oběť kriminálníka                                       |
| Franta Sauer       | harmonikář Venca                                              |
| Karel Schleichert  | host na plese                                                 |

## Autorský tým
- námět: Josef Skružný
- scénář: Josef Skružný a Elmar Klos
- režie: Svatopluk Innemann
- kamera: Otto Heller
- Výroba: Oceanfilm

## Technické údaje
- rok výroby: 1927
- premiéra: 7. října 1927
- zvuk: němý
- barva: černobílý
- Délka: 2637 metrů
- druh filmu: komedie
- země původu: Československo